# 马岛狼牙绵鳚
马岛狼牙绵鳚，為輻鰭魚綱鱸形目绵鳚亞目绵鳚科的其中一種，分布於西南大西洋區的福克蘭群島海域，屬底棲性魚類，棲息深度在水深800至2044公尺，體長可達19.6公分。

## 扩展阅读
維基物種上的相關：马岛狼牙绵鳚